# Starina (Zenica)
Starina es un pueblo ubicado en el territorio de Zenica, en el cantón de Zenica-Doboj, Bosnia y Herzegovina.

## Superficie
Posee una superficie de 4,09 kilómetros cuadrados.

## Demografía
Hasta 2013 la población era de 787 habitantes, con una densidad de población de 192,4 habitantes por kilómetro cuadrado.